# .cd
.cd è il dominio di primo livello nazionale assegnato alla Repubblica Democratica del Congo.
Il dominio è stato istituito nel 1997 in sostituzione di .zr (Zaire).